# Leoš Janáček

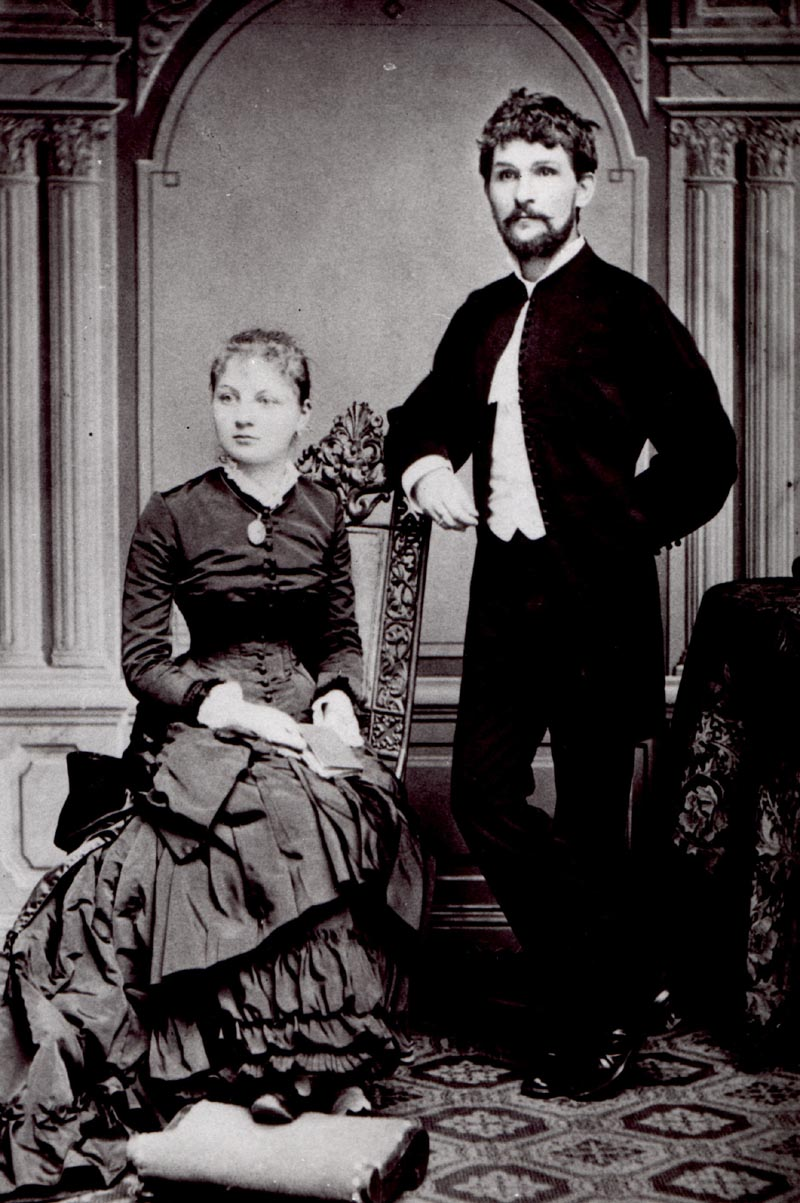
Leoš Janáček cu soția sa, Zdeňka (1881)

Leoš Janáček audioⓘ (n. 3 iulie 1854, Hukvaldy⁠(d), Moravia-Silezia, Cehia – d. 12 august 1928, Ostrava, Cehia) a fost un compozitor ceh de muzica cultă. 
Aparținând generației muzicii moderne cehe, stilul său s-a distins printr-o considerabilă individualitate și originalitate. Creatia sa cuprinde o melodică  neobișnuită, bazată pe muzica populară din regiunile Moraviei, în special din Slovácko și Lašsko.
Janáček a obținut o recunoaștere mondială cu operele sale, inclusiv cea mai interpretată «Jenůfa» (1894-1904) precum și «Káťa Kabanová» (1919-1921) de asemenea, prin lucrările sale orchestrale-vocale, Misa glagolitică, Sinfonietta, rapsodia „Taras Bulba”(1915-1918) după N. Gogol) și compozițiile de cameră, în special cvartetele de coarde    
În 1896, 1900, 1903 a vizitat Rusia, a studiat limba, literatura și muzica rusă.  